# Трусов, Алексей Александрович
Алексей Александрович Трусов (род. 24 сентября 1983, Ангарск, Иркутская область, СССР) — российский биатлонист. Мастер спорта России международного класса.

## Карьера
Спортивная карьера началась с лыжных гонок в родном Ангарске. Первым тренером спортсмена был его отец А. И. Трусов. Затем лыжник переехал в город Омск. В 2005 году тренер молодежной сборной России по биатлону А. В. Касперович предложил переквалифицироваться в биатлонисты. С 2006 года Трусов выступает за ХМАО-Югра. Его личными тренерами являются В. В. Брагин и Н. Н. Князев. В 2013 завершил свою спортивную карьеру. В 2015 стал помощником Сергея Ефимова в работе с 1 женской командой. С начала лета 2016 утвержден старшим тренером мужской команды по биатлону Красноярского края. 

## Достижения
Победитель и призёр чемпионата мира среди юниоров в 2001 Шклярска-Поремба (польск. Szklarska Poręba, нем. Schreiberhau). 2002 году на чемпионате мира среди юниоров проходящем в немецком городе Шонах (Schonach) стал призёром в 10 км гонке. В биатлоне на всемирной зимней универсиады в Харбине в эстафете и Эрзеруме в индивидуальной гонке. На этих же форумах выиграл ещё несколько медалей. Золотая медаль Алексея в Эрзеруме стала первой для сборной команды России. В ходе гонки биатлонист не сделал ни одного промаха, при этом стрелял из винтовки своего друга болгарского спортсмена Красимира Анева, так как его багаж был утерян при перелете. Чемпион России (2011 — супер-преследование на 7,5 км, 2012 — эстафета 4х7,5 км, 2013 — гонка патрулей на 25 км). Серебряный (2011 — гонка преследования на 12,5 км, 2013 — эстафета 4х7,5 км) и бронзовый (2011 — эстафета 4х7,5 км, 2013 — спринт на 10 км) призёр чемпионатов России.
Двукратный Чемпион России по биатлону в 2011 году в суперпреследовании и 2012 году в мужской эстафете. В 2010 году выиграл первенство страны по летнему биатлону в эстафете.
Награжден Почетной грамотой Президента Российской Федерации (4 мая 2011 года).

### Карьера в Кубке IBU
Сезон 2009—2010
В сезоне 2009/2010 выступал на четырёх этапах кубка IBU. Лучший результат сумел показать в итальянском Мартелло, где занял 12 место в спринте.
Сезон 2011—2012
В сезоне 2011/2012 участвовал в розыгрыше кубка IBU. Наилучший результат — 5 место в спринте на этапе в От-Марьене.